# Хорові концерти Дмитра Степановича Бортнянського

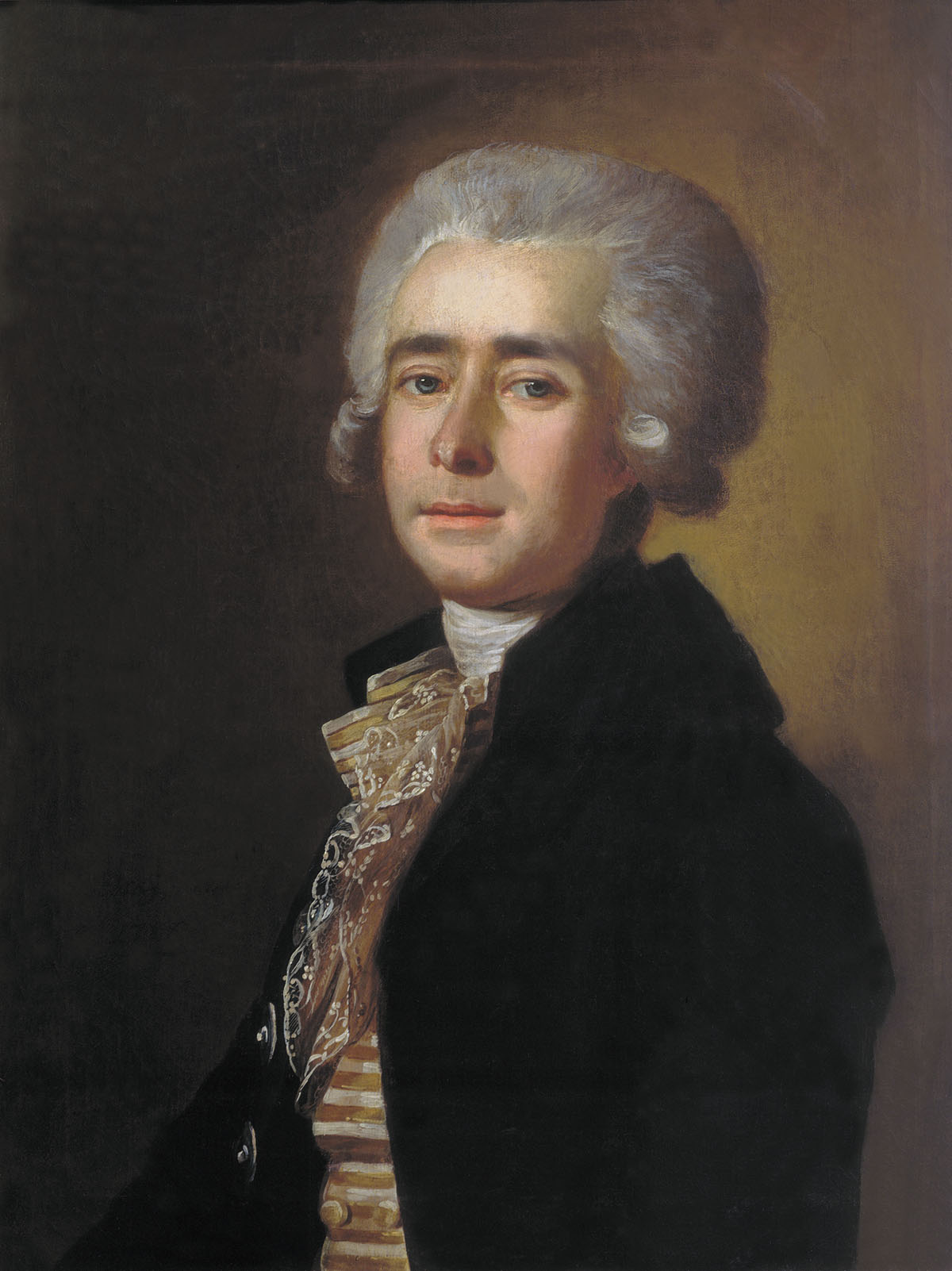
Дмитро Степанович Бортнянський

Український композитор Дмитро Бортнянський є автором щонайменше 50 однохорних і 10 двохорних концертів.  
35 хорових концертів були видані  1881 року у видавництві П. Юргенсона за редакцією П. Чайковського, 1925 року у Львові, і 1974 в Торонто і у 2021 - у Києві під редакцією Є. Савчука

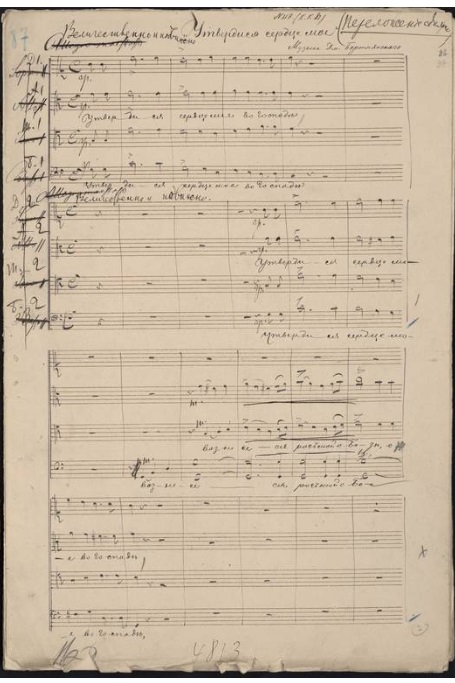
Дмитро Бортнянський. Фрагмент двохорного концерту "Утвердися сердце мое о Господе"

| №  | Назва хорового концерту                              | тональність     | ноти |
| -- | ---------------------------------------------------- | --------------- | ---- |
| 1  | "Воспойте Господеві піснь нову"                      | сі-бемоль мажор |      |
| 2  | "Торжествуйте днесь всі, любящії Сіона"              | до мажор        |      |
| 3  | "Господи, силою Твоєю возвеселиться цар"             | до мажор        |      |
| 4  | "Воскликніте Господеві вся земля"                    | сі-бемоль мажор |      |
| 5  | "Услишит тя Господь в день печалі"                   | до мажор        |      |
| 6  | "Слава во вишніх Богу"                               | соль мажор      |      |
| 7  | "Приідіте, возрадуємся Господеві"                    | до мажор        |      |
| 8  | "Милости Твоя, Господи, во вік воспою"               | ре мажор        |      |
| 9  | "Сей день, єго же сотвори Господь"                   | до мажор        |      |
| 10 | "Пойте Богу нашему, пойте"                           | мі-бемоль мажор |      |
| 11 | "Благословен Господь, яко услиша глас моленія моєго" | сі-бемоль мажор |      |
| 12 | "Боже! Піснь нову воспою"                            | сі-бемоль мажор |      |
| 13 | "Радуйтеся Богу"                                     | ре мажор        |      |
| 14 | "Отригну сердце моє слово благо"                     | фа мажор        |      |
| 15 | "Приідіте, воспоім, людіє"                           | ре мажор        |      |
| 16 | "Вознесу Тя, Боже мой"                               | фа мажор        |      |
| 17 | "Коль возлюбленна селенія Твоя, Господи"             | фа мажор        |      |
| 18 | "Благо єсть ісповідатися Господеві"                  | фа мажор        |      |
| 19 | "Рече Господь Господеві моєму"                       | соль мажор      |      |
| 20 | "На Тя, Господи, уповах"                             | сі-бемоль мажор |      |
| 21 | "Живий в помощі Вишняго"                             | фа мінор        |      |
| 22 | "Господь просвіщеніє моє"                            | сі-бемоль мажор |      |
| 23 | "Блажені людіє відущії воскликновеніє"               | сі-бемоль мажор |      |
| 24 | "Возведох очі моі в гори"                            | ля мінор        |      |
| 25 | "Не умолчим никогда, Богородице"                     | соль мінор      |      |
| 26 | "Господи, Боже Ізраілев"                             | сі-бемоль мажор |      |
| 27 | "Гласом моім ко Господу воззвах"                     | до мінор        |      |
| 28 | "Блажен муж, бояйся Господа"                         | соль мажор      |      |
| 29 | "Восхвалю імя Бога моєго"                            | ре мажор        |      |
| 30 | "Услиши, Боже, глас мой"                             | ре мінор        |      |
| 31 | "Всі язици восплещіте руками"                        | ре мажор        |      |
| 32 | "Скажи ми, Господи, кончину мою"                     | до мінор        |      |
| 33 | "Вскую прискорбна єси душе моя"                      | ре мінор        |      |
| 34 | "Да воскреснет Бог"                                  | фа мажор        |      |
| 35 | "Господи, кто обитаєт в жилищи Твоєм"                | соль мажор      |      |

Маловідомими в Україні, проте відомими в Росії є двохорні концерти, вперше видані 1835 року
| №    | Назва хорового концерту                                     | тональність     |
| ---- | ----------------------------------------------------------- | --------------- |
| № 1  | «Исповемся Тебе, Господи, всем сердцем моим»                | сі-бемоль мажор |
| № 2  | «Хвалите, отроцы, Господа»                                  | соль мажор      |
| № 3  | «Приидите и видите дела Божия»                              | сі-бемоль мажор |
| № 4  | «Кто взыдет на гору Господню»                               | фа мажор        |
| № 5  | «Небеса поведают славу Божию»                               | до мажор        |
| № 6  | «Кто бог велий яко Бог наш»                                 | сі-бемоль мажор |
| № 7  | «Слава во вышних Богу»                                      | до мажор        |
| № 8  | «Воспойте, людие, боголепно в Сионе»                        | до мажор        |
| № 9  | «Се ныне благословите Господа»                              | ля мажор        |
| № 10 | «Да молчит всякая плоть человека» (відсутній у збірці 1835) |                 |
| № 11 | «Утвердися сердце мое о Господе»                            | до мажор        |

2009 році в Москві було видано збірку із 11 "невідомих концертів", що їх знайшла А. Лебедева-Ємєліна:
1. Блажен муж, иже не иде на совет нечестивых
2. Боже, суд Твой цареви даждь
3. Воскликните, вся земля: работайте Господеви
4. Воспойте Господеви песнь нову
5. Готово сердце мое, Боже
6. Да воскреснет Бог
7. На Тя, Господи, уповах
8. Надеющийся на Господа
9. Слава во вышних Богу. Концерт на
10. Рождество Христово
11. Услыши, Господи, мой глас, когда к Тебе взываю

2021 року в Івано-Франківську було здійснено відеозапис та видано партитуру 5 раніше невідомих хорових концертів, що їх знайшла О. Шуміліна
|   | назва                                         | тональність     | ноти |
| - | --------------------------------------------- | --------------- | ---- |
| 1 | Благовістих правдув Церкві велицій            | до мажор        |      |
| 2 | Воскликніте, вся земля: работайте Господеві   | до мажор        |      |
| 3 | Да молчит всякая плоть человіча               | соль мінор      |      |
| 4 | Рече Господь Господеві моєму                  | сі-бемоль мажор |      |
| 5 | Услиши, Господи, мой глас,когда к Тебі взиваю | ре мінор        |      |
|   |                                               |                 |      |